# Úlfur Karlsson

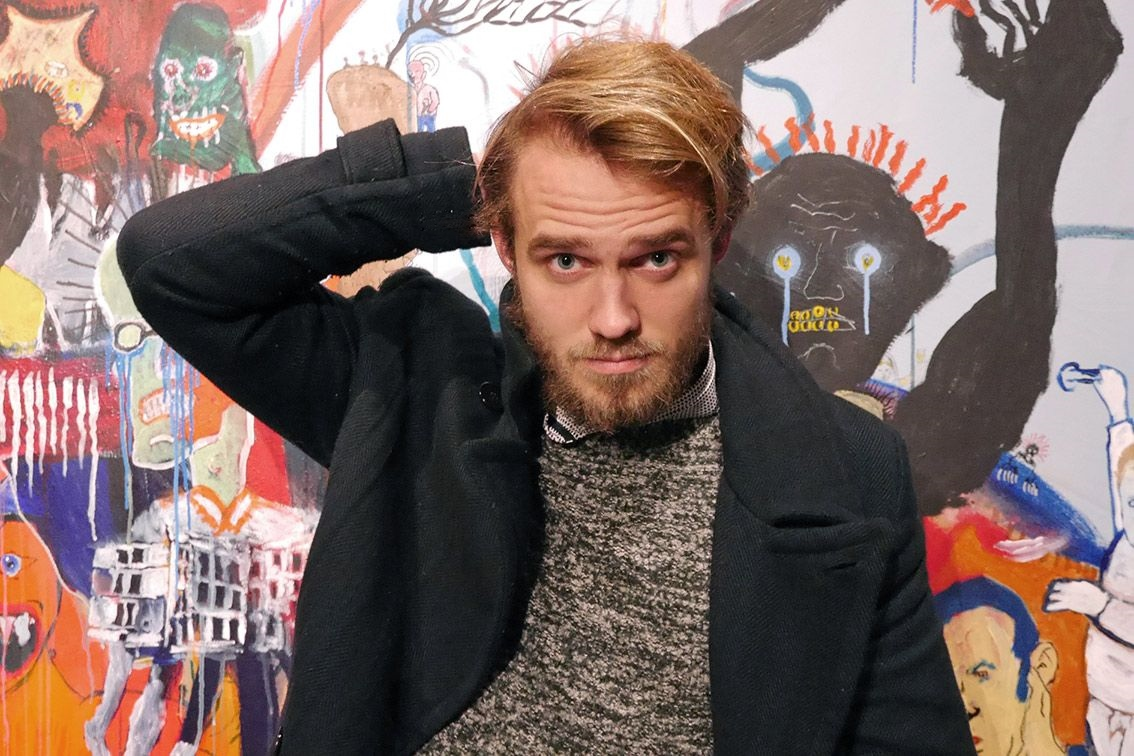
Úlfur Karlsson

Úlfur Karlsson (* 13. Oktober 1988 in Göteborg) ist ein isländischer Künstler und Filmemacher.

## Leben und Karriere
2003 wurde sein Kurzfilm Pirovat beim New York International Independent Film and Video Festival gezeigt. Im Jahr 2006 drehte er den Kurzfilm Tvísaga und 2008 Einskonar Alaska, zu dem ihn ein Theaterstück von Harold Pinter inspiriert hatte.
2008 schloss er sein Studium an der isländischen Filmakademie Kvikmyndaskóli Íslands ab und belegt seit 2009 einen Bachelor-Studiengang an der Kunsthochschule Valand für bildende Kunst in Göteborg, Schweden.
Neben seinem Filmschaffen ist er Maler expressionistischer abstrakter Bilder, von Werken Jean-Michel Basquiats und Jackson Pollocks beeinflusst, und hatte einige Ausstellungen in der Umgebung von Reykjavík.

## Filmografie
- 2003: Pirovat
- 2006: Tvísaga
- 2008: Einskonar Alaska